# 1 Wall Street
Le One Wall Street, originellement le Irving Trust Company Building, ensuite la Bank of New York Building (après 1988), et après 2007 le BNY Mellon Building, fut terminé en 1931 après deux années de travaux. Les plans d'origine sont de l'architecte américain Ralph T. Walker.

## Histoire
Le gratte-ciel fut commandé par la Irving Trust Company qui, à la suite d'une grande expansion commerciale, avait besoin de ses propres locaux. 
La construction de ce gratte-ciel de 50 étages (199 m) s’effectua en pleine course au plus haut building et commença fin 1929 pour enfin s'achever en 1931. Le bâtiment actuel remplace le Chimney building, qui était haut de 18 étages. 
Il est situé dans le quartier financier de Manhattan sur le fameux coin de Wall Street et de Broadway qui est réputé pour être l'une des plus prestigieuses adresses de Manhattan. Il a servi de siège de social à la Bank of New York Mellon, aujourd'hui transféré au 240 Greenwich Street (en).

## Architecture
Ce gratte-ciel, tout comme beaucoup d'autres à New York, est construit dans le célèbre style Art déco qui prend ses sources en France. La façade du bâtiment est presque exclusivement en pierre issue de roches de calcaire. Le « squelette » du building est en acier ; cette technique était de plus en plus utilisée à cette époque car elle garantissait un ensemble stable et solide de la structure.
L'entrée de la tour est dorée tout comme certains éléments du hall d'entrée. En 2001, le gratte-ciel fut entièrement rénové par l'agence Hoffmann Architects car la façade présentait de nombreuses traces d'usures liées au temps.

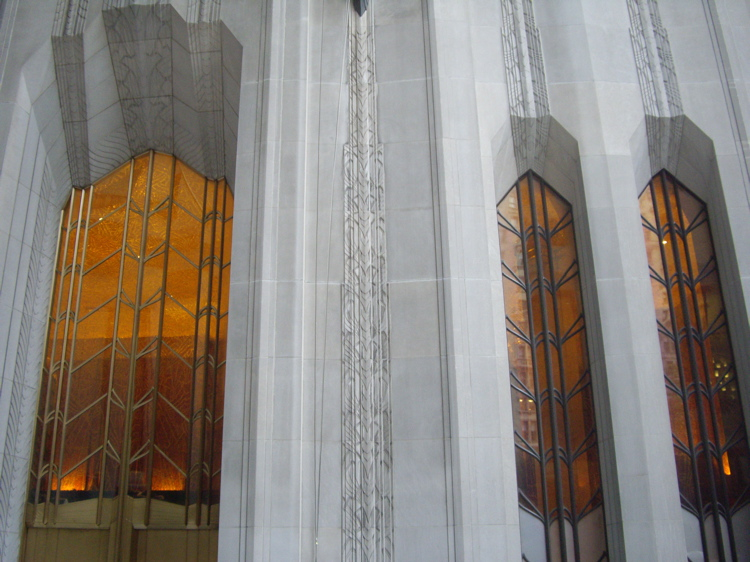
Gros plan de la façade du gratte-ciel, de son entrée et de quelques fenêtres de la base du bâtiment.

Les locaux utilisables représentent une superficie totale d'environ 1 165 659 pi2 (environ 108 293,27 m2) ce qui présente un avantage pour les propriétaires puisque dans un espace aussi restreint que le Lower Manhattan, la place se fait rare.